# Tabanus prefulventer
Tabanus prefulventer är en tvåvingeart som beskrevs av Wang 1985. Tabanus prefulventer ingår i släktet Tabanus och familjen bromsar. Inga underarter finns listade i Catalogue of Life.